# Deux Nuits jusqu'au matin
Pour plus de détails, voir Fiche technique et Distribution.
Deux Nuits jusqu'au matin est une comédie dramatique finlandaise réalisée par Mikko Kuparinen (fi), sortie en 2015.

## Fiche technique
- Titre : Deux Nuits jusqu'au matin
- Titre original : 2 yötä aamuun
- Réalisation : Mikko Kuparinen
- Scénario : Mikko Kuparinen
- Musique : Timo Hietala
- Montage : Antony Bentley
- Photographie : Tuomo Virtanen
- Décors : Jurgita Gerdvilaite
- Costumes : Ieva Juodelyte
- Producteur : Marko Antila et Mikko Tenhunen
  - Coproducteur : Kestutis Drazdauskas
  - Producteur exécutif : Urte Vaicekauskaite
- Production : Artbox et Mjölk
- Distribution : Kanibal Films Distribution, K-Films Amérique (Québec)
- Pays de production :  Finlande
- Durée : 88 minutes
- Genre : Comédie dramatique
- Dates de sortie :
  - Finlande : 15 avril 2016
  - Québec : 24 juin 2016
  - France : 9 novembre 2016

## Distribution
- Marie-Josée Croze : Caroline
- Mikko Nousiainen : Jaakko
- Arly Jover : Céline
- Eedit Patrakka : Anni
- Jonas Braskys : Lukas
- Juozas Gaizauskas : le dirigeant du club
- Aiste Paskeviciute : la journaliste
- Gabija Siurbyte : la réceptionniste